# Ignácio Justo
Benedicto Ignácio Justo de Siqueira (12 de fevereiro de 1932 - 17 de agosto de 2024) foi um ilustrador brasileiro histórias em quadrinhos, conhecido pelos trabalhos nos gêneros terror e guerra entre as décadas de 1950 e 1970.

## Carreira
Sua primeira HQ, Aventuras de Paulinho, foi publicada em 1942 no Suplemento Juvenil de Adolfo Aizen, quando o artista tinha apenas nove anos. Também produziu cartuns, histórias de samurais e ficção científica. Para a M&C, ilustrou A Múmia, roteirizada por Gedeone Malagola e protagonizada pelo personagem Kharis da série de filmes A Múmia da Universal Pictures,
Para a Editora Abril, ilustrou histórias sobre a Marinha e a Aeronáutica do Brasil escritas por Ivan Saidenberg, algumas delas protagonizadas por Zé Carioca e seus sobrinhos, Zico e Zeca, ilustrados por Carlos Edgard Herrero.

Por sua contribuição para os quadrinhos brasileiros, recebeu em 2006 o prêmio de Grande Mestre do Troféu HQ Mix.